# Astragalus xiqingshanicus
Astragalus xiqingshanicus là một loài thực vật có hoa trong họ Đậu. Loài này được Yu H. Wu miêu tả khoa học đầu tiên năm 1998.